# Clivina pallida
Clivina pallida är en skalbaggsart som beskrevs av Thomas Say 1825. Clivina pallida ingår i släktet Clivina och familjen jordlöpare. Inga underarter finns listade i Catalogue of Life.